# 汤州
汤州，中国古代的州。
渤海国置汤州，本汉朝襄平县地。治所在灵峰县（今吉林省敦化市西北额穆）。下辖五县：灵峰县、常丰县、白石县、均谷县、嘉利县，属显德府。辽朝时，徙治今辽宁省辽阳市西北一百里。辽朝废县。五百户。属东京道。金朝废。